# Іванівка (Петриківська селищна громада)
Іва́нівка — село в Україні, у Петриківській селищній громаді Дніпровського району Дніпропетровської області. Населення за переписом 2001 року становить 1 957 осіб.

## Географія
Село Іванівка знаходиться на лівому березі річки Оріль в місці впадання в неї річки Чаплинка, вище за течією примикає село Гречане, нижче за течією примикає смт Петриківка, на протилежному березі річки Чаплинка — село Клешнівка. На території села кілька озер — залишки старого річища річки Оріль. Поруч проходить автомобільна дорога Т 0441 (Н31).

## Історія
- Поблизу села виявлено поселення епохи бронзи.
- Село Галушківка при озері Планувате виникло в другій половині XVIII століття й належало до Протовчанської паланки.
- На 1886 рік тут мешкало 666 осіб у 101 дворі й належало до Петриківської волості Новомосковського повіту.
- В 1934 році село перейменували в Колгосповка.
- В 1990 році селу повернули історичну назву Іванівка.
- За даних 2009 року населення села 2073 людини.

## Населення

### Мова
Розподіл населення за рідною мовою за даними перепису 2001 року:
| Мова            | Кількість | Відсоток |
| --------------- | --------- | -------- |
| українська      | 1916      | 97.91%   |
| російська       | 31        | 1.58%    |
| вірменська      | 4         | 0.20%    |
| білоруська      | 3         | 0.15%    |
| інші/не вказали | 3         | 0.16%    |
| Усього          | 1957      | 100%     |

## Економіка
- Кооператив «Іванівський».

## Об'єкти соціальної сфери
- Школа.
- Дитячий садочок.
- Клуб.
- Фельдшерсько-акушерський пункт.
- нова амбулаторія (відкрита у квітні 2019 року за програмою Президента)[2]

## Відомі люди
В селі народився Олійник Олексій Прокопович — український радянський скульптор, народний художник УРСР.

## Галерея

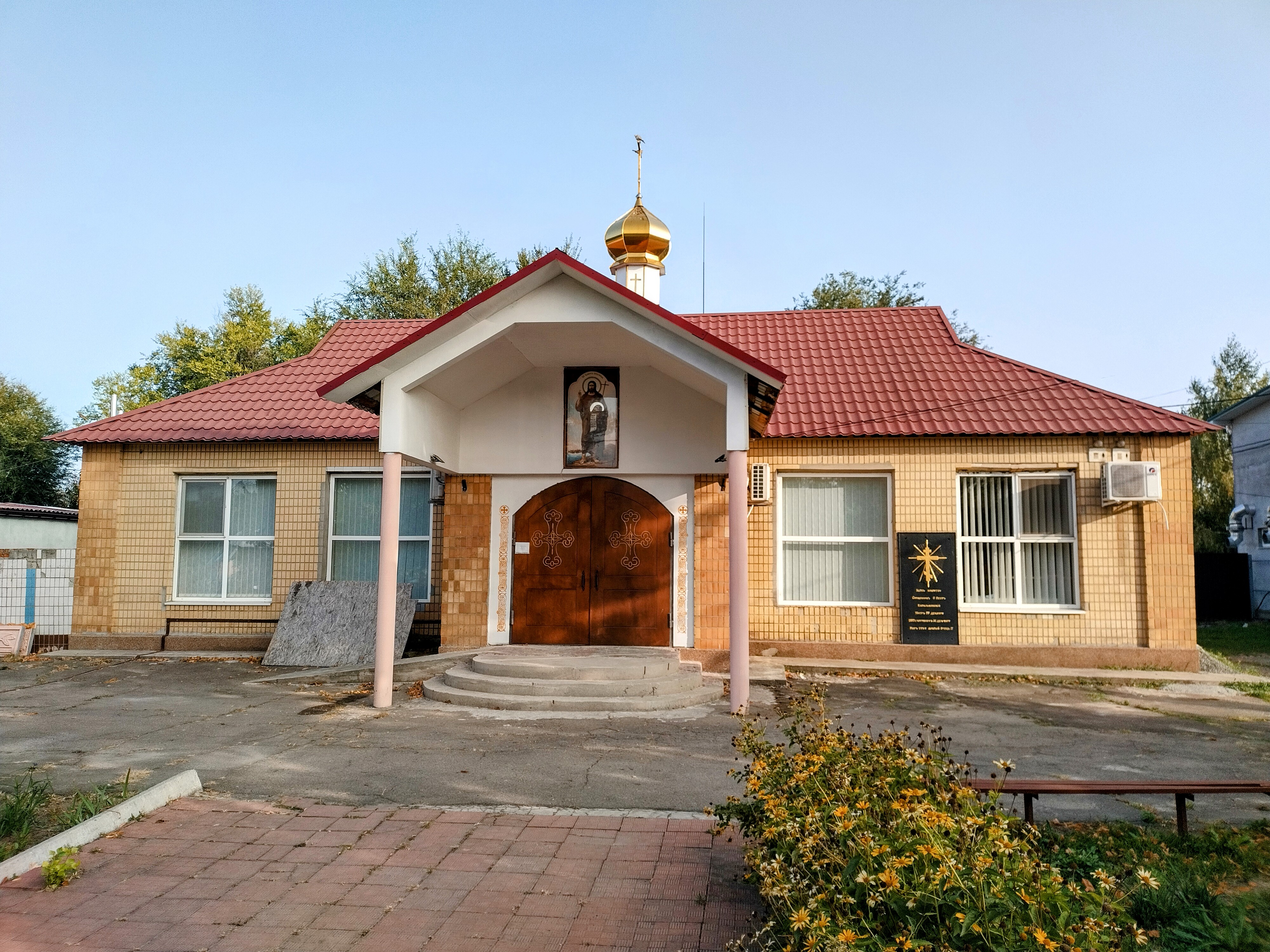
Храм Святого Іоанна Хрестителя
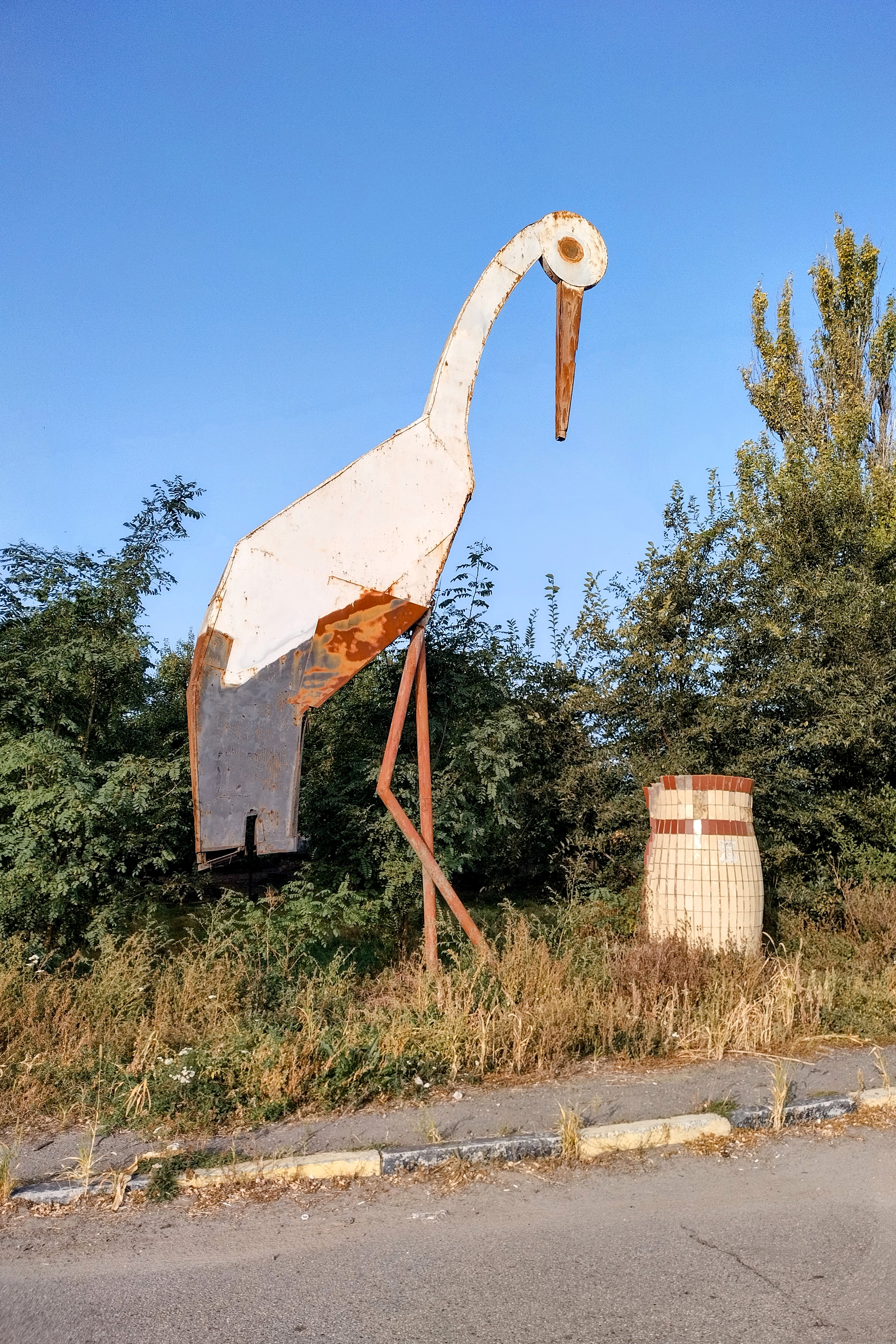
Колодязь "Лелека"